# Grande Prêmio das Américas de 2016 (MotoGP)
O Grande Prêmio da MotoGP das Américas de 2016 ocorreu em 10 de abril.

## Resultados

### Classificação MotoGP
| Pos | Piloto           | Equipe                        | Moto    | Tempo     | Pontos |
| --- | ---------------- | ----------------------------- | ------- | --------- | ------ |
| 1   | Marc Marquez     | Repsol Honda Team             | Honda   | 43'57.945 | 25     |
| 2   | Jorge Lorenzo    | Movistar Yamaha MotoGP        | Yamaha  | +6.107    | 20     |
| 3   | Andrea Iannone   | Ducati Team                   | Ducati  | +10.947   | 16     |
| 4   | Maverick Viñales | Team SUZUKI ECSTAR            | Suzuki  | +18.422   | 13     |
| 5   | Aleix Espargaro  | Team SUZUKI ECSTAR            | Suzuki  | +20.711   | 11     |
| 6   | Scott Redding    | OCTO Pramac Yakhnich          | Ducati  | +28.961   | 10     |
| 7   | Pol Espargaro    | Monster Yamaha Tech 3         | Yamaha  | +32.112   | 9      |
| 8   | Michele Pirro    | OCTO Pramac Yakhnich          | Ducati  | +32.757   | 8      |
| 9   | Hector Barbera   | Avintia Racing                | Ducati  | +34.592   | 7      |
| 10  | Stefan Bradl     | Aprilia Racing Team Gresini   | Aprilia | +40.211   | 6      |
| 11  | Alvaro Bautista  | Aprilia Racing Team Gresini   | Aprilia | +45.423   | 5      |
| 12  | Eugene Laverty   | Aspar Team MotoGP             | Ducati  | +47.127   | 4      |
| 13  | Tito Rabat       | Estrella Galicia 0,0 Marc VDS | Honda   | +47.426   | 3      |
| 14  | Yonny Hernandez  | Aspar Team MotoGP             | Ducati  | +51.190   | 2      |
| 15  | Loris Baz        | Avintia Racing                | Ducati  | +1'12.929 | 1      |
| 16  | Cal Crutchlow    | LCR Honda                     | Honda   | +1'19.252 | 0      |
| 17  | Bradley Smith    | Monster Yamaha Tech 3         | Yamaha  | +1'28.036 | 0      |

### Classificação Moto2
| Pos | Piloto              | Equipe                        | Moto     | Tempo     | Pontos |
| --- | ------------------- | ----------------------------- | -------- | --------- | ------ |
| 1   | Alex Rins           | Paginas Amarillas HP 40       | Kalex    | 41'22.174 | 25     |
| 2   | Sam Lowes           | Federal Oil Gresini Moto2     | Kalex    | +2.091    | 20     |
| 3   | Johann Zarco        | Ajo Motorsport                | Kalex    | +7.737    | 16     |
| 4   | Dominique Aegerter  | CarXpert Interwetten          | Kalex    | +8.646    | 13     |
| 5   | Jonas Folger        | Dynavolt Intact GP            | Kalex    | +8.791    | 11     |
| 6   | Simone Corsi        | Speed Up Racing               | Speed Up | +11.083   | 10     |
| 7   | Thomas Luthi        | Garage Plus Interwetten       | Kalex    | +11.278   | 9      |
| 8   | Xavier Simeon       | QMMF Racing Team              | Speed Up | +17.933   | 8      |
| 9   | Julian Simon        | QMMF Racing Team              | Speed Up | +18.718   | 7      |
| 10  | Marcel Schrotter    | AGR Team                      | Kalex    | +19.408   | 6      |
| 11  | Alex Marquez        | Estrella Galicia 0,0 Marc VDS | Kalex    | +22.173   | 5      |
| 12  | Sandro Cortese      | Dynavolt Intact GP            | Kalex    | +23.898   | 4      |
| 13  | Luis Salom          | SAG Team                      | Kalex    | +25.395   | 3      |
| 14  | Franco Morbidelli   | Estrella Galicia 0,0 Marc VDS | Kalex    | +26.883   | 2      |
| 15  | Takaaki Nakagami    | IDEMITSU Honda Team Asia      | Kalex    | +27.598   | 1      |
| 16  | Hafizh Syahrin      | Petronas Raceline Malaysia    | Kalex    | +29.341   | 0      |
| 17  | Mattia Pasini       | Italtrans Racing Team         | Kalex    | +30.197   | 0      |
| 18  | Isaac Viñales       | Tech 3 Racing                 | Tech 3   | +36.863   | 0      |
| 19  | Ratthapark Wilairot | IDEMITSU Honda Team Asia      | Kalex    | +38.383   | 0      |
| 20  | Xavi Vierge         | Tech 3 Racing                 | Tech 3   | +38.437   | 0      |
| 21  | Jesko Raffin        | Sports-Millions-EMWE-SAG      | Kalex    | +45.206   | 0      |
| 22  | Axel Pons           | AGR Team                      | Kalex    | +47.688   | 0      |
| 23  | Lorenzo Baldassarri | Forward Team                  | Kalex    | +53.873   | 0      |
| 24  | Alessandro Tonucci  | Tasca Racing Scuderia Moto2   | Kalex    | +1'11.159 | 0      |

### Classificação Moto3
| Pos | Piloto                | Equipe                    | Moto     | Tempo     | Pontos |
| --- | --------------------- | ------------------------- | -------- | --------- | ------ |
| 1   | Romano Fenati         | SKY Racing Team VR46      | KTM      | 41'14.868 | 25     |
| 2   | Jorge Navarro         | Estrella Galicia 0,0      | Honda    | +6.612    | 20     |
| 3   | Brad Binder           | Red Bull KTM Ajo          | KTM      | +10.535   | 16     |
| 4   | Philipp Oettl         | Schedl GP Racing          | KTM      | +10.975   | 13     |
| 5   | Andrea Locatelli      | Leopard Racing            | KTM      | +13.845   | 11     |
| 6   | Enea Bastianini       | Gresini Racing Moto3      | Honda    | +14.123   | 10     |
| 7   | Aron Canet            | Estrella Galicia 0,0      | Honda    | +16.309   | 9      |
| 8   | Livio Loi             | RW Racing GP BV           | Honda    | +21.841   | 8      |
| 9   | Jules Danilo          | Ongetta-Rivacold          | Honda    | +22.004   | 7      |
| 10  | Nicolo Bulega         | SKY Racing Team VR46      | KTM      | +22.351   | 6      |
| 11  | Jakub Kornfeil        | Drive M7 SIC Racing Team  | Honda    | +22.714   | 5      |
| 12  | Juanfran Guevara      | RBA Racing Team           | KTM      | +22.764   | 4      |
| 13  | Fabio Quartararo      | Leopard Racing            | KTM      | +26.024   | 3      |
| 14  | Francesco Bagnaia     | ASPAR Mahindra Team Moto3 | Mahindra | +28.161   | 2      |
| 15  | Andrea Migno          | SKY Racing Team VR46      | KTM      | +28.259   | 1      |
| 16  | Alexis Masbou         | Peugeot MC Saxoprint      | Peugeot  | +39.223   | 0      |
| 17  | Fabio Di Giannantonio | Gresini Racing Moto3      | Honda    | +39.348   | 0      |
| 18  | Gabriel Rodrigo       | RBA Racing Team           | KTM      | +39.739   | 0      |
| 19  | Tatsuki Suzuki        | CIP-Unicom Starker        | Mahindra | +40.160   | 0      |
| 20  | Khairul Idham Pawi    | Honda Team Asia           | Honda    | +48.107   | 0      |
| 21  | John Mcphee           | Peugeot MC Saxoprint      | Peugeot  | +48.334   | 0      |
| 22  | Bo Bendsneyder        | Red Bull KTM Ajo          | KTM      | +48.442   | 0      |
| 23  | Maria Herrera         | MH6 Laglisse              | KTM      | +1'15.871 | 0      |
| 24  | Lorenzo Petrarca      | 3570 Team Italia          | Mahindra | +1'16.043 | 0      |
| 25  | Hiroki Ono            | Honda Team Asia           | Honda    | +1'19.441 | 0      |
| 26  | Fabio Spiranelli      | CIP-Unicom Starker        | Mahindra | +1'45.929 | 0      |